# Патерсън (филм)
„Патерсън“ (на английски: Paterson) е американски независим филм от 2016 година на американския режисьор Джим Джармуш.
Филмът дебютира на кинофестивала в Кан през 2016 г., като се приема топло от публиката и критиката. В главната роля е Адам Драйвър.
Джармуш обявява, че е избрал именно град Патърсън като място на развитите на филма, защото градът е известен с талантливите си поети като Уилям Карлос Уилямс и Алън Гинсбърг.
Филмът е показван на фестивала „Киномания“ в България.

## Сюжет
Филмът проследява 7 дни от живота на автобусен шофьор на име Патерсън. Той живее в американския град със същото име – Патърсън, заедно с приятелката си Лаура, която е художничка. Освен шофьор, Патерсън е и поет. Третият герой във филма е кучето на двойката.

## В ролите
- Адам Драйвър – Патерсън
- Голшифте Фарахани – Лаура
- Уилям Джаксън Харпър – Еверет
- Масатоши Нагасе
- Кара Хейуард
- Джаред Гилман